# Schloss Luxburg

Gesamtansicht Schloss Luxburg (1932)

Das Schloss Luxburg, früher auch Luxbühel, liegt am Schweizer Ufer des Bodensees in der Gemeinde Egnach im Kanton Thurgau.

## Geschichte

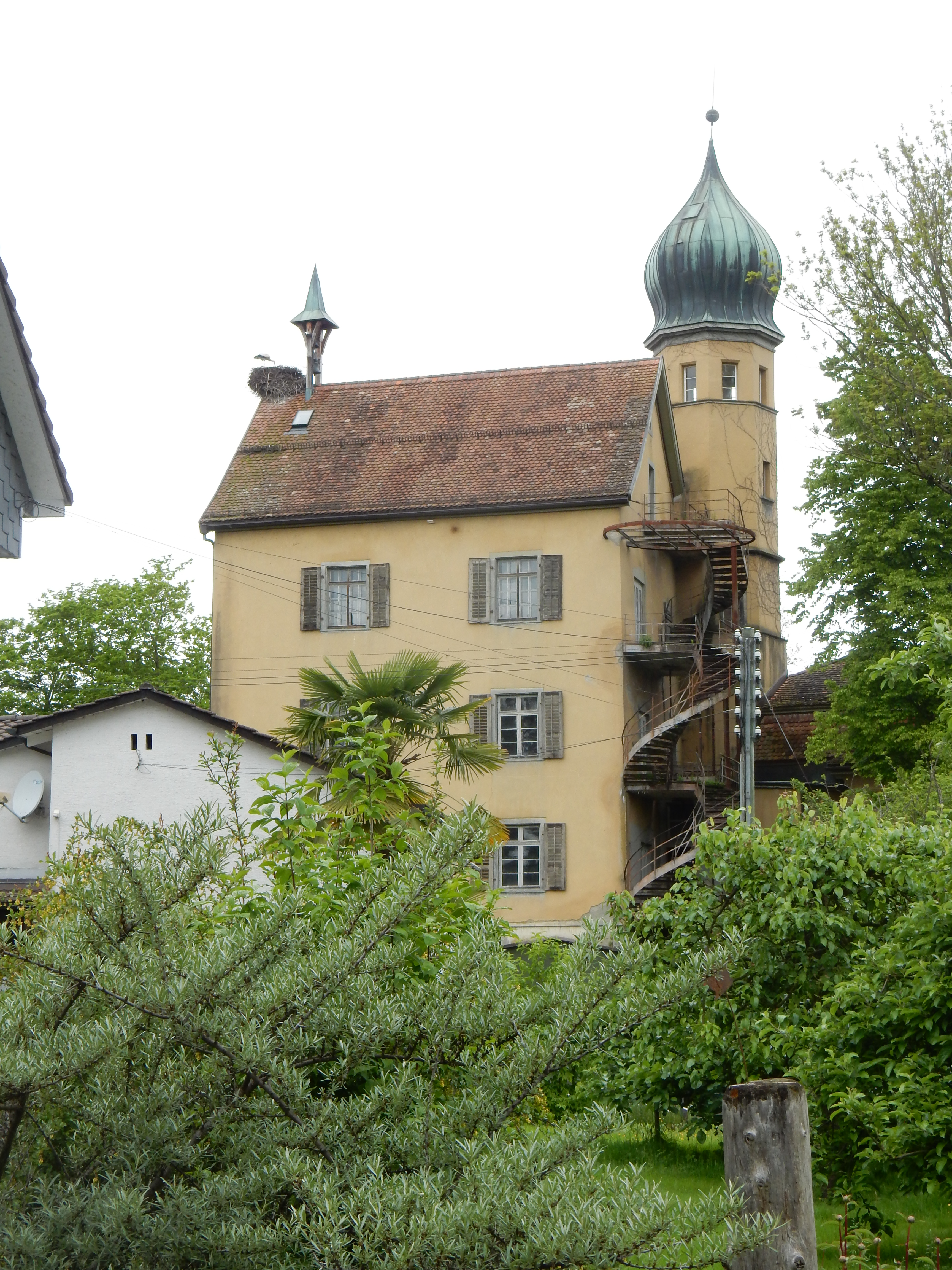
Schloss Luxburg mit Wendeltreppe aussen (2023)

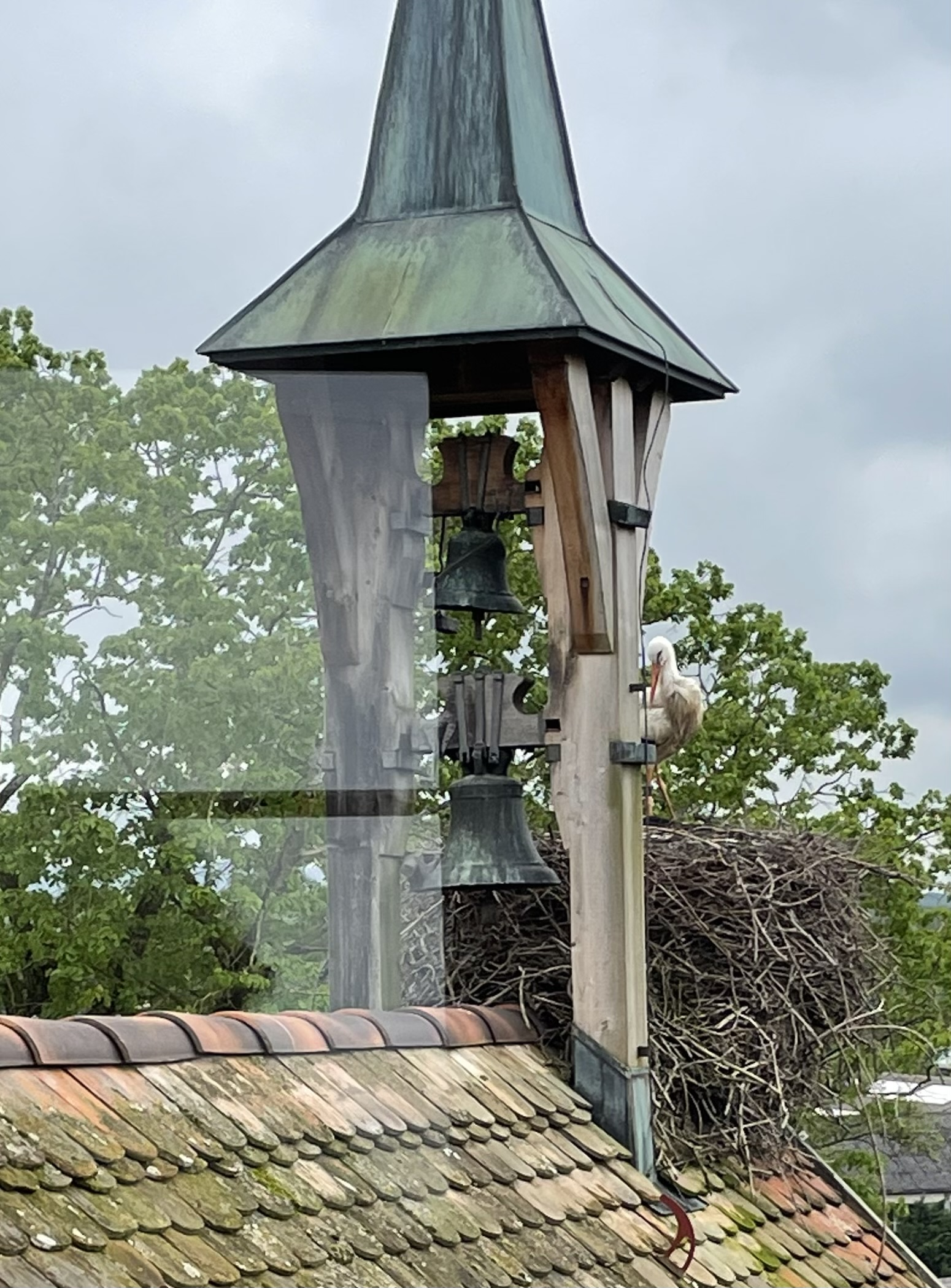
Storchennest auf Dach

Das Gebiet des im Jahr 590 gegründeten Bistums Konstanz reichte bis zum Säntis. Ab dem 8. Jahrhundert wuchs aber der Einflussbereich des Klosters St. Gallen. Am südlichen Bodenseeufer stritten sich der Konstanzer Bischof und der St. Galler Abt über Jahrhunderte um die Hoheitsrechte. Das Inselchen Niderstad in der Mündung des Wiilerbachs bekam als Landeplatz eine grosse Bedeutung, weil Güter von Egnach nur über den See nach Lindau und Buchhorn (heute Friedrichshafen) geführt werden konnten. Um 1200 stand deshalb dort eine Burg.
Ab 1390 besassen reiche Lindauer Leinwandhändler das Inselchen am gegenüberliegenden Ufer. Von der Patrizierfamilie Hainzel, die sich nach dem Besitz auch «Hainzel von Luxbühel» nannte, ging das Gut durch Heirat an die Patrizierfamilie Kröll über. Der Leinwandmillionär Oswald Kröll, Oberbürgermeister von Lindau, erbte es 1490 und baute 1498 ein Sommerhaus mit zwei Türmchen für seine Familie. Seine drei Söhne kamen 1547 bei einer Überfahrt von Luxburg nach Lindau in einem Föhnsturm ums Leben. Das Schlösschen wurde deshalb 1596 an Junker Wolf Dietrich von Hallwil, der als katholisch Altgläubiger im Einflussbereich des Bischofs von Konstanz leben wollte, verkauft. 1761 erwarb es Johannes Girtanner, aus einer reichen St. Galler Händlerfamilie, weil er sich adeln lassen wollte und dafür Stammbaum und Grundbesitz brauchte. Kaiser Joseph II. ernannte ihn 1776 zum Edlen von Luxburg. Der so Geadelte starb zwei Jahre später, seine Witwe stiess das Schlösschen ab. Sein Sohn Johann Friedrich, ohne Sitz zum Reichsgrafen von Luxburg ernannt, gab den Adelstitel 1794 zurück, weil dies die Bedingung war, dass seine während der Französischen Revolution in Metz inhaftierte Gattin wieder freikam.
Im 19. und im 20. Jahrhundert wechselte das Gut in schneller Folge die Hand, als geplantes Sanatorium aufgrund des eisenhaltigen Quellwassers, als fortschrittlicher Landwirtschaftsbetrieb oder als Residenz des luxemburgischen Schriftstellers Norbert Jacques, den seine Figur Dr. Mabuse berühmt machte. Ab 1955 wollte der Zürcher Bodenspekulant Fritz Meili, ursprünglich Maurer, das Schloss zum Institut für Atomkernspaltung ausbauen. Davon zeugen heute noch die 40 Zentimeter dicken, mit Stahlträgern verstärkten Betondecken und eine als Fluchtweg bei einer Explosion geplante Eisenwendeltreppe. Die Umbauarbeiten wurden nach seinem Konkurs gestoppt. 1980 kaufte der Winterthurer Immobilienunternehmer Bruno Stefanini das Schloss, nutzte es aber wie andere historische Liegenschaften nur als Lager für seine umfangreichen Sammlungen und liess es verlottern.

## Gegenwart

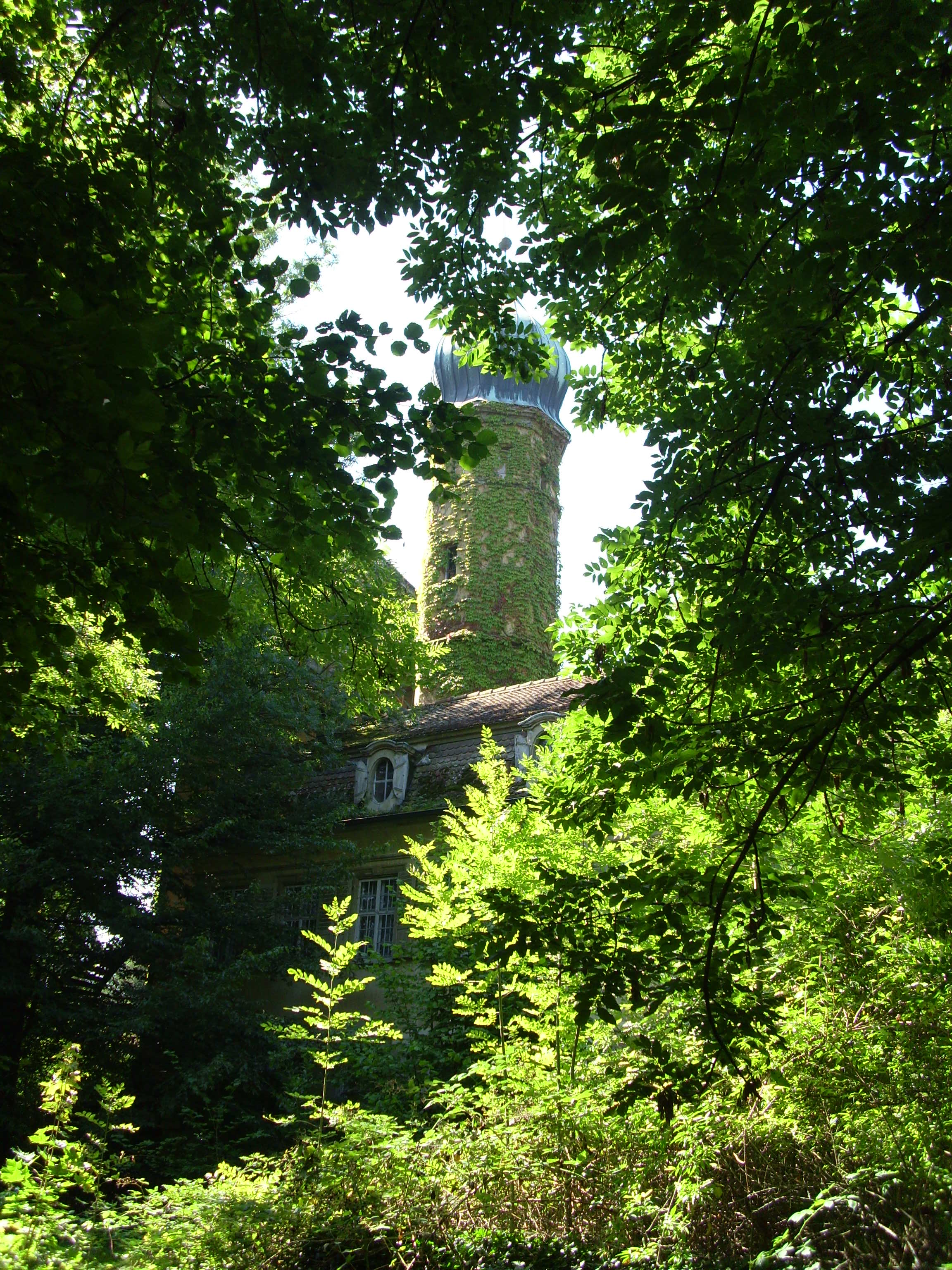
Schloss Luxburg

Nach dem Tod von Bruno Stefanini 2019 zeigte seine Tochter als Vertreterin der Stiftung für Kunst, Kultur und Geschichte Verkaufsbereitschaft. Deshalb bildeten Einheimische die IG Schloss Luxburg und kauften 2022 die Liegenschaft mit der Schloss Luxburg AG, an der die gleichnamige Stiftung die Mehrheit hält. Das Schloss soll vorerst als Bistro genutzt und in den nächsten Jahren zum Boutique-Hotel am Radrundweg um den Bodensee ausgebaut werden.

## Beschreibung
Das Wasserschloss, das ursprünglich auf dem Inselchen Nider Stad (später Nidrastad genannt) stand, liegt aufgrund der Verlandung jetzt rund 200 Meter vom Ufer des Bodensees entfernt.
Zum Schlossanwesen gehört heute das kleinere, dreistöckige, zwei auf drei Achsen grosse Haupthaus auf steinernem Sockel mit steilem Satteldach und kleinem spitzen quadratischen Dachreiter. Auf der südwestlichen Giebelseite sieht man noch eine grössere Wappenzeichnung mit Ritter und eine Uhr im Giebel. Von den einst vorhandenen zwei oktagonalen Ecktürmen ist der nördliche erhalten; früher dachhoch, überragt er heute mit einer aufgesetzten barocken Haube das Schloss um zwei Etagen.
Nördlich umschliesst das Haupthaus ein zweifach gewinkeltes, langgezogenes, weiteres Anwesen, das mit einer Seite abknickend den Turm berührt und einen schmalen Innenhof (Ehrenhof) schafft. Das langgestreckte Gebäude ist zweistöckig, auf der kurzen Seite zweiachsig und wird von einem Krüppelwalmdach auf aufgesetztem Fries bedeckt. Auf der nördlichen Dachseite befinden sich mehrere Dachgauben in verschiedenen Ausführungen. Beide Teilgebäude haben noch mehrere 20-fach gegliederte schöne Sprossenfenster. Zum Anwesen gehört ausserdem ein kleineres, fast quadratisches Ökonomiegebäude mit Walmdach westlich der Schlossgruppe.

## Film
- Die Hinterlassenschaft des Bruno Stefanini von Thomas Haemmerli, Kinodokumentarfilm 2025